# Малюга, Николай Семёнович
Николай Семёнович Малюга (1918-1945) — Гвардии старший лейтенант Рабоче-крестьянской Красной Армии, участник Великой Отечественной войны, Герой Советского Союза (1945).

## Биография

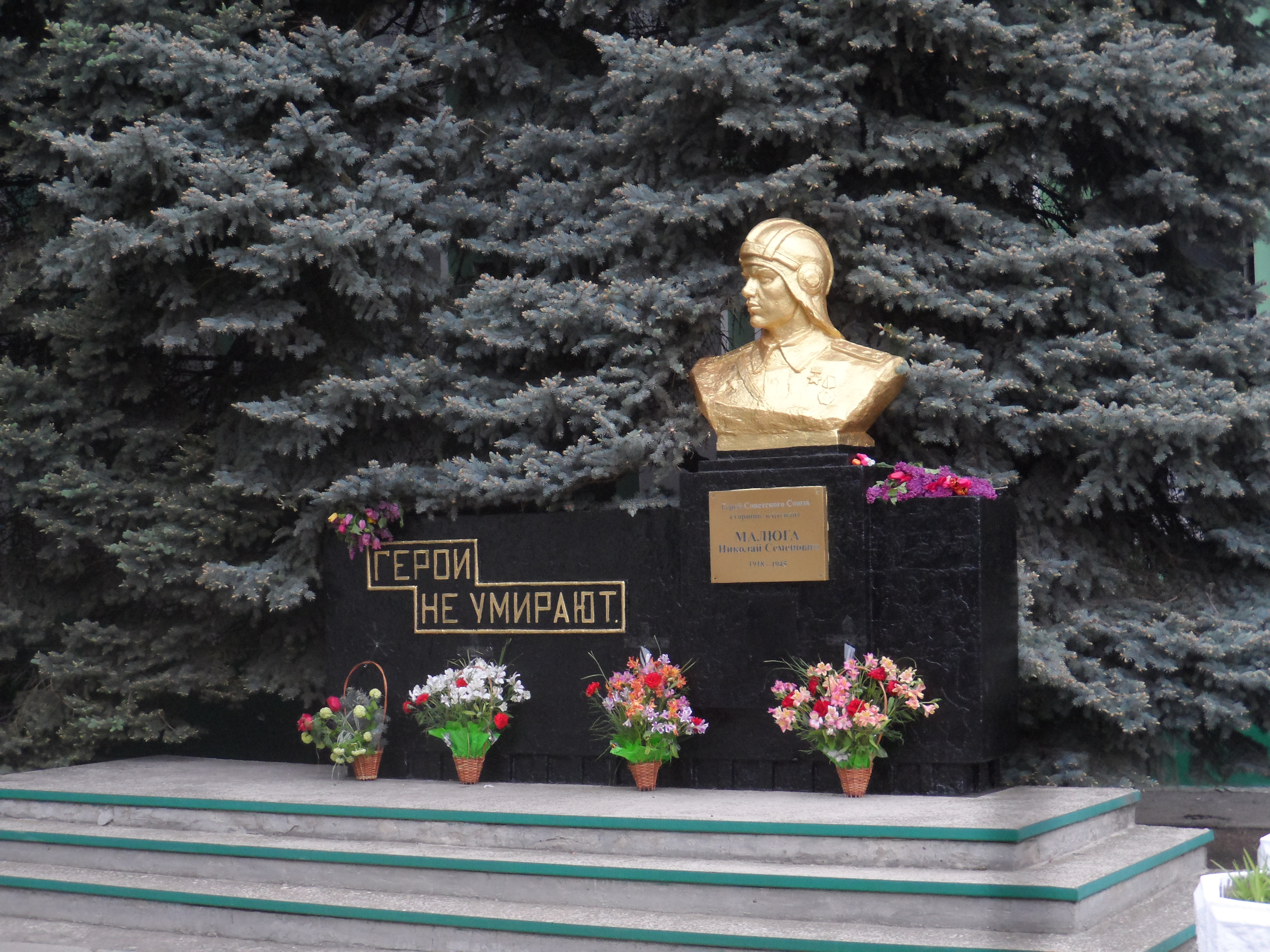
Памятник Н. С. Малюге в Мелитополе.

Николай Малюга родился 7 сентября 1918 года в Мелитополе. После окончания Мелитопольского института инженеров механизации сельского хозяйства работал инженером-механиком на машинно-тракторной станции. В январе 1942 года Малюга был призван на службу в Рабоче-крестьянскую Красную Армию. В 1943 году он окончил Харьковское танковое училище. С июля того же года — на фронтах Великой Отечественной войны.
К февралю 1945 года гвардии старший лейтенант Николай Малюга командовал взводом 12-го танкового полка, 25-й гвардейской механизированной бригады, 7-го гвардейского механизированного корпуса, 1-го Украинского фронта. Отличился во время освобождения Польши. 10 февраля 1945 года в бою он со своим экипажем уничтожил 2 артиллерийских орудия и 3 миномёта с расчётами, а затем разгромил вражескую колонну, уничтожив 8 автомашин и 6 подвод. 11 февраля экипаж Малюги уничтожил 3 танка и 1 вражеский самолёт на земле. 14 февраля 1945 года, отражая контратаку пытающегося прорваться из окружённого Бреслау противника, Малюга уничтожил 2 танка и 2 самоходных артиллерийских установки, но и сам погиб. Похоронен на месте своего последнего боя.

## Награды
Указом Президиума Верховного Совета СССР от 10 апреля 1945 года за «мужество, отвагу и героизм, проявленные в борьбе с немецкими захватчиками» гвардии старший лейтенант Николай Малюга посмертно был удостоен высокого звания Героя Советского Союза. Также был награждён орденами Ленина и Красной Звезды, медалью.

## Память
В честь Малюги названа улица и установлен памятник в Мелитополе.